# ももクロちゃんと!
『ももクロちゃんと!』は、2020年10月10日（9日深夜）より、テレビ朝日で毎週日曜（土曜深夜）に放送されているももいろクローバーZによるバラエティ番組である。

## 概要
『バラバラ大作戦』（金曜第2部）の第1弾として立ち上げられた番組で、毎回ももいろクローバーZが「出会い」をテーマとして気になる先駆者をゲストに招き、様々なモノや人との出会いを通して新たな発見をする「アンコントロール バラエティ」である。
2020年10月10日（9日深夜）から2021年10月2日（1日深夜）放送分までは毎週土曜（金曜深夜）2時40分から3時00分に放送されていた。
2021年10月10日（9日深夜）放送分からは『バラバラ大作戦』の放送枠から外れ、毎週日曜（土曜深夜）3時20分から3時40分に放送されている。 
2023年2月3日には、これまでの放送分から選りすぐりの名場面を収録したBlu-ray BOX（発売元：テレビ朝日、販売元：ハピネット・メディアマーケティング）もリリースされた。

## 出演者
- ももいろクローバーZ（百田夏菜子、玉井詩織、佐々木彩夏、高城れに）
- 三谷紬（2023年10月7日 - ）

### ナレーション
- 武内絵美（テレビ朝日アナウンサー）

### 過去の出演者
- 寺川俊平[2]（テレビ朝日アナウンサー）（2020年10月10日 - 2022年3月20日[3]）
- 佐藤ちひろ（2022年4月 - 2023年3月）

## スタッフ
2025年5月現在
- 構成：渡部祐輝、北健一郎、石橋健吾
- ＴＤ：廣瀬義幸
- ＣＡＭ：矢凛太郎
- 照明：五十嵐久夫
- ＭＡ：熊井明子
- 音効：久留米勇介
- 協力：テイクシステムズ、ジーリンクスタジオ、共立ライティング
- 編成：宇喜多宏美、小谷知輝
- 宣伝：西田沙希
- 企画協力：スターダストプロモーション
- フロアディレクター：岩本浩一（レスポ）
- ディレクター：武田欣樹、池山嘉勇、恩田紘行
- デスク：小笠原里奈
- プロデューサー：白井伸之、浅野崇、山田ひろし、吉田学
- 制作著作：テレビ朝日

### 過去のスタッフ
- 構成：市川篤
- TD：藤田勝巳
- CAM：古俣智則
- スタイリスト：和田ケイコ
- ヘアメイク：藤田卓司
- 編成：岡村地郎、林智乃
- 宣伝：岸田慎介
- 協力：fmt、東京オフラインセンター
- AP：中村優美
- ディレクター：高橋雄作、甲斐絢子
- プロデューサー：鈴木さちひろ
- 制作協力：FILM Design Works